# Salers
Salers é uma comuna francesa na região administrativa de Auvérnia-Ródano-Alpes, no departamento de Cantal. Estende-se por uma área de 4,82 km². Em 2010 a comuna tinha 333 habitantes (densidade: 69,1 hab./km²).
Pertence à rede das As mais belas aldeias de França.